# Mysie
 (août 2019).
Si vous disposez d'ouvrages ou d'articles de référence ou si vous connaissez des sites web de qualité traitant du thème abordé ici, merci de compléter l'article en donnant les références utiles à sa vérifiabilité et en les liant à la section « Notes et références ».

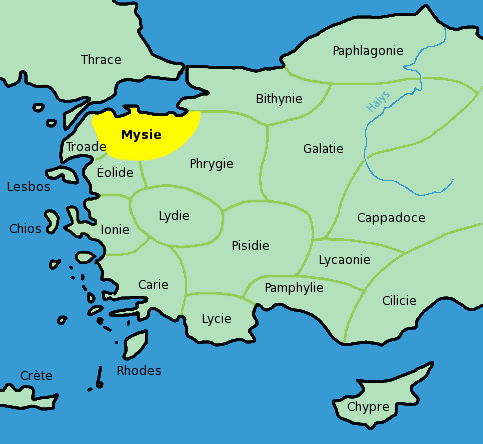
Position de la Mysie en Asie Mineure.

La Mysie est une région historique d’Asie Mineure, sur la côte ouest, au nord de la Lydie, à l'ouest de la Phrygie et de la Bithynie, bordée par la Propontide (aujourd'hui mer de Marmara) au nord, et par la mer Égée à l'ouest, englobant la Troade, l'Éolide et l'Abrettène.

## Première expédition de la Guerre de Troie
La Mysie est mentionnée pour la première fois dans l'histoire lors de la première tentative d'expédition contre Troie : la flotte des envahisseurs Achéens accoste, dans la deuxième année après l'enlèvement d'Hélène, en Mysie, non loin d'Élée. Ils affrontent d'abord Télèphe, roi de Mysie et fils d'Héraclès qui, alarmé par le débarquement d'une armée si imposante, a dépêché contre elle ses propres troupes.
Après des combats acharnés, Télèphe apprend qui sont les chefs de l'armée ennemie et le combat cesse alors. La flotte grecque repart chez elle après cette première expédition, et se repose pendant huit ans.
Cette première expédition était relatée dans les Chants cypriens, première épopée du Cycle troyen, attribués à Stasinos et composés au VIe siècle av. J.-C. ; cette épopée est presque entièrement perdue, mais on en connaît un résumé transmis beaucoup plus tard dans la Chrestomathie de Proclus au Ve siècle, et par Philostrate de Lemnos.

## Antiquité

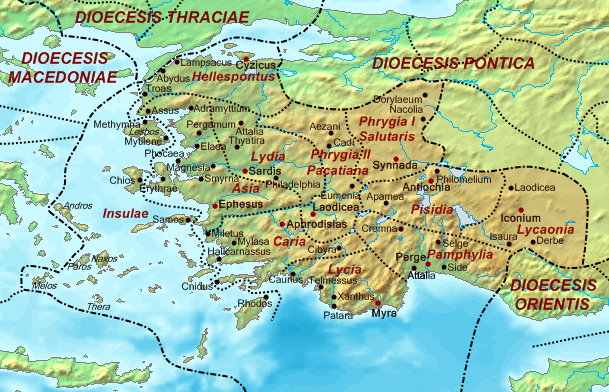
Diocèse d'Asie vers 400.

La Mysie fut ensuite successivement dominée par les Phrygiens, les Grecs qui les hellénisèrent, les Perses, le royaume de Pergame et Rome qui l'intégra dans sa province d'Asie mineure. Sous la domination romaine, la région achève de s'helléniser et se christianise au IVe siècle. La Mysie est une province prospère et peuplée de l'Empire romain d'Orient ; elle est intégrée au thème byzantin de l'Opsikion. Lorsqu'en 1206 la quatrième croisade provoque la division de l'Empire byzantin, la Mysie échoit à l'Empire latin de Constantinople, mais se révolte et revient en 1230 à l'Empire de Nicée.
En 1336, la Mysie est conquise par les Ottomans. Petit à petit, la population mysienne, grecque et orthodoxe, devient turque et musulmane au fil des conversions (entre autres, pour ne plus payer le haraç : impôt sur les non-musulmans, et pour ne plus subir le devchirmé : enlèvement des garçons pour le corps des janissaires). Seuls les villages de pêcheurs de la côte gardent une population grecque jusqu'en 1923, lorsqu'en application du Traité de Lausanne celle-ci est expulsée vers la Grèce. La Mysie fait aujourd'hui partie des provinces turques de Balıkesir, Bursa et Çanakkale.

### Article lié
- Myrina (Éolide)
- Mysien (langage) (en)
- Pergame, Cyzique, Lampsaque, Nicomédie
- Bibliothèque de Pergame